# The Artist's Romance
The Artist's Romance è un cortometraggio muto del 1913 diretto da Arthur V. Johnson e prodotto dalla Lubin.

## Produzione
Il film fu prodotto dalla Lubin Manufacturing Company.

## Distribuzione
Distribuito dalla General Film Company, il film - un cortometraggio in una bobina - uscì nelle sale USA l'11 gennaio 1913.